# Dolichopeza nebulicola
Dolichopeza nebulicola är en tvåvingeart som beskrevs av Alexander 1934. Dolichopeza nebulicola ingår i släktet Dolichopeza och familjen storharkrankar. Inga underarter finns listade i Catalogue of Life.